# Macrocoma rubripes
Macrocoma rubripes es una especie de insecto coleóptero de la familia Chrysomelidae.
Fue descrita científicamente en 1862 por Schaufuss.